# Andrzej Józwowicz

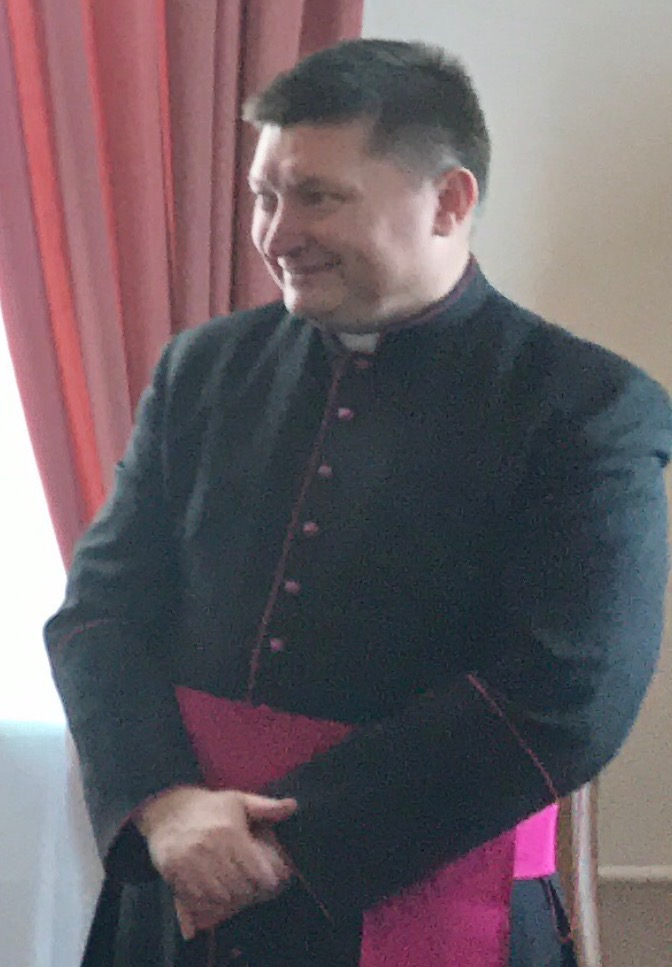
Msgr. Andrzej Józwowicz

Wappen von Andrzej Józwowicz

Andrzej Józwowicz (* 14. Januar 1965 in Boćki) ist ein polnischer Geistlicher, römisch-katholischer Erzbischof und Diplomat des Heiligen Stuhls.

## Leben
Andrzej Józwowicz studierte Philosophie und Katholische Theologie am Erzbischöflichen Priesterseminar in Warschau. Er empfing am 24. Mai 1990 in der Johanneskathedrale durch den Erzbischof von Warschau, Józef Kardinal Glemp, das Sakrament der Priesterweihe.
Józwowicz wirkte zunächst als Pfarrvikar der Pfarrei Schutz der Muttergottes in Nowe Miasto nad Pilicą. Am 25. März 1992 wurde er in den Klerus des Bistums Łowicz inkardiniert. Im selben Jahr setzte er seine Studien an der Päpstlichen Lateranuniversität in Rom fort und ab 1995 zudem an der Päpstlichen Diplomatenakademie. 1997 wurde Andrzej Józwowicz an der Päpstlichen Lateranuniversität mit einer Arbeit über die strafrechtliche Zurechenbarkeit zum Doktor beider Rechte promoviert. Józwowicz trat am 1. Juli 1997 in den diplomatischen Dienst des Heiligen Stuhls ein. Er war an den Nuntiaturen in Mosambik (1997–2000), in Thailand (2000–2002), in Ungarn (2002–2006), in Syrien (2006–2009) und im Iran (2009–2012) sowie in Russland (2012–2017) tätig. Papst Johannes Paul II. verlieh ihm am 4. Januar 2000 den Ehrentitel Päpstlicher Ehrenkaplan und Papst Benedikt XVI. im Jahr 2008 den Ehrentitel Päpstlicher Ehrenprälat. 2009 wurde er zudem Domherr an der Kathedralbasilika Mariä Himmelfahrt und St. Nikolaus in Łowicz.
Am 18. März 2017 ernannte ihn Papst Franziskus zum Titularerzbischof von Lauriacum und bestellte ihn zum Apostolischen Nuntius in Ruanda. Kardinalstaatssekretär Pietro Parolin spendete ihm am 27. Mai desselben Jahres in der Kathedralbasilika Mariä Himmelfahrt und St. Nikolaus in Łowicz die Bischofsweihe; Mitkonsekratoren waren der Apostolische Nuntius in Polen, Erzbischof Salvatore Pennacchio, und der Bischof von Łowicz, Andrzej Franciszek Dziuba. Sein Wahlspruch Caritas numquam excidit („Die Liebe hört niemals auf“) stammt aus 1 Kor 13,8 .
Papst Franziskus bestellte ihn am 28. Juni 2021 zum Apostolischen Nuntius im Iran.

## Schriften
- L’imputabilità penale nella legislazione canonica. Libreria Editrice Vaticana, Vatikanstadt 2005, ISBN 978-88-209-7671-2.